# حسين الخياط
حسين عباس يعقوب يوسف الخياط (ولد في 15 أكتوبر 1997 في المنامة، البحرين) لاعب كرة قدم بحريني يجيد اللعب في مركز قلب الدفاع. يلعب حاليا لصالح الرفاع الشرقي الذي ينافس في الدوري البحريني الممتاز منذ 2015.